# Жупчани
Жупчани (слч. Župčany) насељено је мјесто са административним статусом сеоске општине (слч. obec) у округу Прешов, у Прешовском крају, Словачка Република.

## Становништво
| Година:    | 1994. | 2004.    | 2014.    | 2024.    |
| ---------- | ----- | -------- | -------- | -------- |
| Број људи: | 1104  | 1280     | 1474     | 2139     |
| Разлика:   |       | +15,94 % | +15,15 % | +45,11 % |

| Година:    | 2023. | 2024.   |
| ---------- | ----- | ------- |
| Број људи: | 2079  | 2139    |
| Разлика:   |       | +2,88 % |

Према подацима о броју становника из 2011. године насеље је имало 1.355 становника.